# Huawei P8

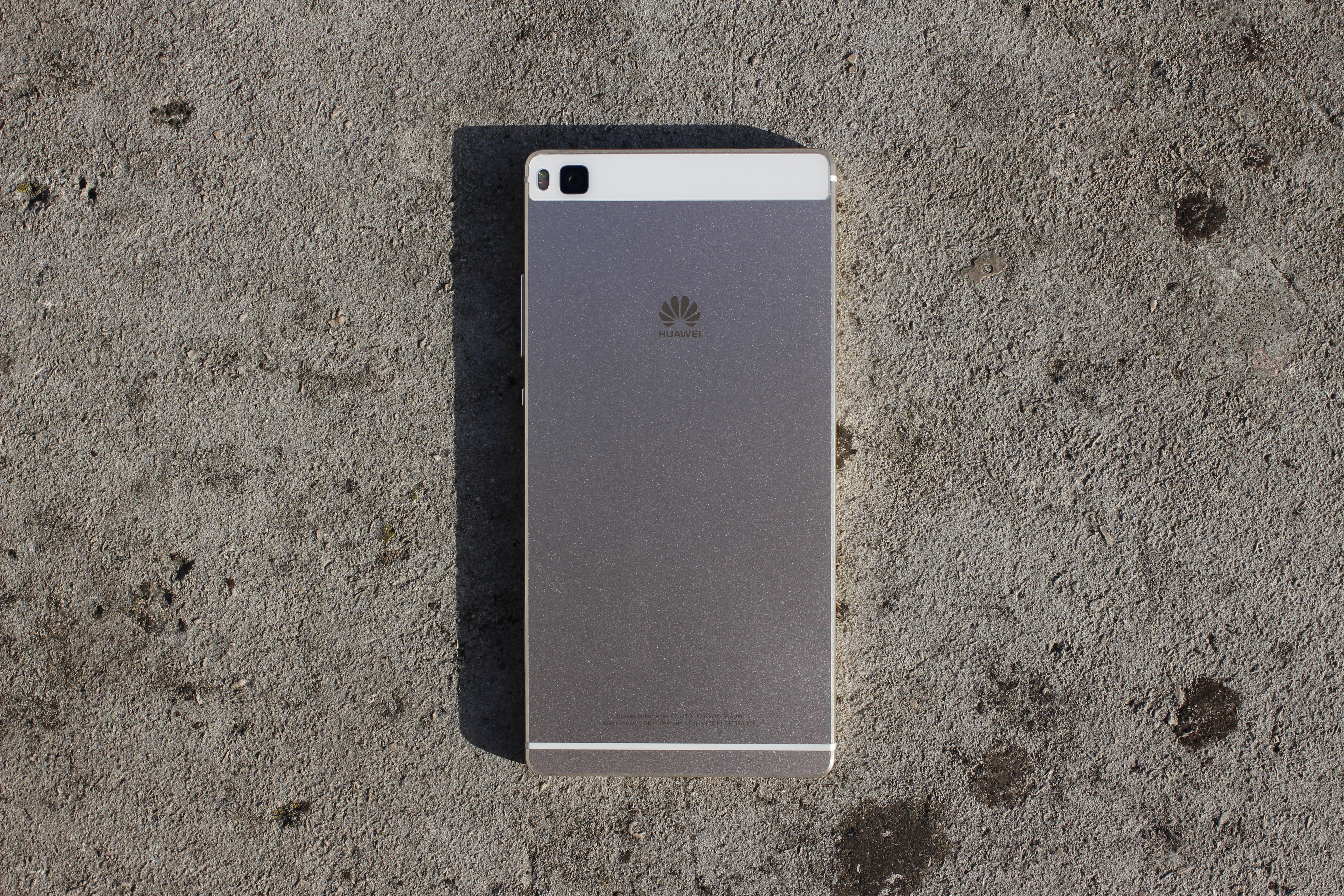
Retro del Huawei P8

Lo Huawei P8 è un smartphone con sistema operativo Android prodotto dalla azienda di elettronica Cinese Huawei, distribuito nell'aprile del 2015.
Esiste una versione più economica del P8, ossia il P8 Lite. 
Integra la versione 5.0 Lollipop di Android.
Nel corso del 2016 viene creata una nuova versione del P8 lite, ovvero il P8 Lite Smart. Quest'ultima verrà poi rimpiazzata dal Huawei P8 Lite 2017, con 3 GB di memoria RAM e versione di Android 7.0 Android Nougat. Huawei P8 è lo smartphone più venduto dall'azienda cinese.